# Lijst van voetbalinterlands Australië - Ierland
Deze lijst van voetbalinterlands is een overzicht van alle officiële voetbalwedstrijden tussen de nationale teams van Australië en Ierland. De landen speelden tot op heden twee keer tegen elkaar. De eerste ontmoeting, een vriendschappelijke wedstrijd, vond plaats in Dublin op 19 augustus 2003. Het laatste duel, eveneens een vriendschappelijke wedstrijd, werd gespeeld op 12 augustus 2009 in Limerick.

## Wedstrijden
| № | Plaats   | Datum            | Competitie        | Wedstrijd           | Uitslag |
| - | -------- | ---------------- | ----------------- | ------------------- | ------- |
| 1 | Dublin   | 19 augustus 2003 | Vriendschappelijk | Ierland – Australië | 2 – 1   |
| 2 | Limerick | 12 augustus 2009 | Vriendschappelijk | Ierland – Australië | 0 – 3   |

## Samenvatting
| Competitie        | Totaal gespeeld | Winst Australië | Gelijk | Winst Ierland | Doelsaldo Australië – Ierland |
| ----------------- | --------------- | --------------- | ------ | ------------- | ----------------------------- |
| Vriendschappelijk | 2               | 1               | 0      | 1             | 4 − 2                         |
| Totaal            | 2               | 1               | 0      | 1             | 4 − 2                         |

Wedstrijden bepaald door strafschoppen worden, in lijn met de FIFA, als een gelijkspel gerekend.

## Details

### Eerste ontmoeting
| Vriendschappelijk (Dublin, Ierland, 19 augustus 2003): |       |                 |
| Ierland                                                | 2 – 1 | Australië       |
| John O'Shea 74' Clinton Morrison 80'                   | goals | 49' Mark Viduka |

### Tweede ontmoeting
| Vriendschappelijk (Limerick, Ierland, 12 augustus 2009): |              | |
| Ierland | 0 – 3        | Australië |
| | goals        | 39' Tim Cahill 44' Tim Cahill 90' David Carney |
| Giovanni Trapattoni | bondscoach   | Pim Verbeek |
| Shay Given 68' John O'Shea Richard Dunne Sean St Ledger Kevin Kilbane 62' Darron Gibson 62' Damien Duff 46' Glenn Whelan Robbie Keane Aiden McGeady 81' Kevin Doyle 46' | opstellingen | Mark Schwarzer 46' Patrick Kisnorbo Rhys Williams Luke Wilkshire 72' Jade North Harry Kewell 89' Mile Jedinak David Carney 46' Tim Cahill 78' Mark Bresciano 46' Scott McDonald |
| Stephen Hunt 46' Caleb Folan 46' Eddie Nolan 62' Keith Andrews 62' Keiren Westwood 68' Shane Long 81'                                                                   | wissels      | 46' Nikita Rukavytsya 46' Brett Holman 46' Adrian Madaschi 72' Matthew Špiranović 78' Nick Carle 89' James Holland                                                              |